# 왕세숙
왕세숙(王世叔)은 왕실 보위 계승자 칭호의 하나이다. 간칭으로 세숙이라 부르며 왕세자, 왕세손, 왕세제 등으로 나뉜다. 왕위 계승자를 흔히 부르며, 국왕의 숙부를 말한다.

## 같이 보기
- 조선 세조
- 명 성조
- 조선 철종